# Clan Miyoshi

Le mon du clan.

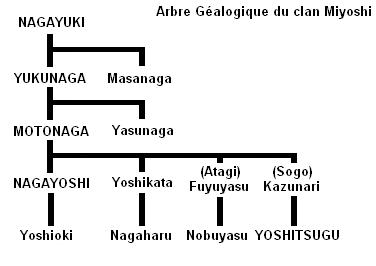
Arbre généalogique du clan, les daimyos sont en majuscules.

Le clan Miyoshi (三好氏) était une ancienne famille japonaise originaire de la province d'Awa de l'île de Shikoku.
Cette famille descendait de l'empereur Seiwa (850-880) et du Clan Minamoto ; elle était aussi une branche cadette des clans Ogasawara et Takeda.
Au début du XIVe siècle, Nagafusa Ogasawara s'installa sur l'ile de Shikoku. Ses descendants de 8e génération s'implantèrent à Miyoshi (province d'Awa) et prirent comme nom de famille celui de cette ville. Ils étaient d'importants vassaux du clan Hosokawa qui était à l'époque tout puissant sur l'île.
Lors du Sengoku, ils contrôlèrent plusieurs provinces telles que la province de Settsu et celle d'Awa. En 1565, Miyoshi Yoshitsugu ainsi que trois membres du conseil des Miyoshi (triumvir Miyoshi composé de Iwanari Tomomichi, Miyoshi Masayasu et Miyoshi Nagayuki) et Matsunaga Hisahide assiégèrent l'ensemble de bâtiments qui allaient plus tard devenir le château de Nijo et renversèrent le shogun Yoshiteru Ashikaga et le remplacèrent par son jeune cousin Yoshihide Ashikaga trois ans plus tard. La mère du shogun mourut aussi dans la bataille. Bien qu'ensuite leur influence fut légèrement éclipsée par celle des Ogasawara, clan auquel ils resteront étroitement liés, ils resteront une force politique non négligeable lors de l'époque d'Edo.
Ils eurent pour vassaux les clans Hatano et Matsunaga (dont Matsunaga Hisahide et son fils Hisamichi Matsunaga).

## Membres du clan
- Miyoshi Nagayuki
- Miyoshi Yukunaga, fils de Miyoshi Nagayuki, mort en 1520.
- Miyoshi Masanaga, fils de Miyoshi Nagayuki.
- Miyoshi Motonaga, fils de Miyoshi Yukunaga, mort en 1532.
- Miyoshi Yasunaga, fils de Miyoshi Yukunaga.
- Miyoshi Nagayoshi, fils de Miyoshi Motonaga, né en 1523 et mort en 1564.
- Miyoshi Yoshikata, fils de Miyoshi Motonaga, né en 1527 et mort en 1562.
- Atagi Fuyuyasu, fils de Miyoshi Motonaga.
- Miyoshi Yoshioki, fils de Miyoshi Nagayoshi.
- Miyoshi Nagaharu, fils de Miyoshi Yoshikata.
- Atagi Nobuyasu, fils de Fuyuyasu Atagi.
- Miyoshi Yoshitsugu, fils de Sogō Kazunari, né en 1551 et mort en 1573.
- Miyoshi Nagahide
- Sogō Kazumasa, fils de Miyoshi Miyoshi, mort en 1561.
- Sogō Masayasu
- Sogō Nagahide
- Miyoshi Nagayasu
- Miyoshi Masayasu
- Iwanari Tomomichi
- Miyoshi Hideyuki, homme politique japonais de l'ère Shōwa.